# 罗宗毅
罗宗毅（？—），男，中华人民共和国政治人物，曾任中共中央党校校委委员、教育长，第十三届全国政协委员。